# Cartilha Maternal
A Cartilha Maternal é uma obra de natureza pedagógica, escrita pelo poeta e pedagogo João de Deus e publicada em 1876, que se destinava a servir de base a um método de ensino da leitura às crianças. A Cartilha Maternal é uma das obras mais vezes reimpressas em Portugal, tendo sido extensivamente usada nas escolas portuguesas por quase meio século, ainda mantendo alguns seguidores.

## ACartilha Maternale oMétodo de João de Deus
A publicação da Cartilha Maternal, que tem o subtítulo de Arte de Leitura, foi saudada de forma encomiástica por um país onde o analfabetismo era uma tragédia nacional, o ensino mútuo era ainda a norma no limitado número de escolas existentes e em que os responsáveis políticos, apesar de reiterarem que a escola era o meio de regeneração da sociedade portuguesa, ainda não se tinha conseguido reconciliar com a anterior tentativa de alteração metodológica representada pelo Método Português de Castilho.
Apesar da veemência e obstinação com que António Feliciano de Castilho se tinha oposto ao ensino mútuo e aos métodos de repetição e soletração ritmada que nele imperavam, o professorado mostrou enormes resistências à adopção do seu novo método. Apesar de ter conseguido que em 1853 fosse criada, na Escola Normal de Lisboa, uma aula de ensaio do mesmo, a qual persistiu até 1858, não ganhou momento suficiente para isso. A sua morte em 1875 ditou um ainda maior apagamento da sua proposta educativa. Contudo, apesar deste aparente insucesso, estava aberto o caminho para as cartilhas.
Quando, no ano imediato ao da morte de Castilho, João de Deus apresentou a sua Cartilha Maternal, a intelectualidade e o professorado já estavam preparados para aceitar a alteração metodológica. A partir de 1877, começa a difundir-se o chamado método João de Deus e em 1882, por decisão parlamentar, é decretado o uso generalizado da cartilha maternal nas escolas portuguesas. Esta obrigatoriedade seria mantida até 1903, quando o método se tornou facultativo.
Estranhamente, face à resistência oposta ao Método Português de Castilho pelo professorado e pela intelectualidade, o Método de João de Deus tornou-se rapidamente no método de iniciação à leitura preferido pelos professores portugueses.
A expansão do método, para além da extraordinária reputação de João de Deus, beneficiou da fundação em 1882 da Associação de Escolas Móveis pelo Método de João de Deus. Estas escolas funcionaram até 1921, tendo sido frequentadas por perto de 30 000 alunos.
A Cartilha Maternal foi precursora de uma enorme variedade de cartilhas, as quais até ao final dos anos de 1930 foram dos livros com maior tiragem em Portugal e no Brasil, ainda sendo reeditadas na actualidade.
No início dos ano 1920 começam a fazer-se traduções, sendo a Cartilha Maternal publicada em Paris com o título ABC Maternel.